# Perfil en doble T

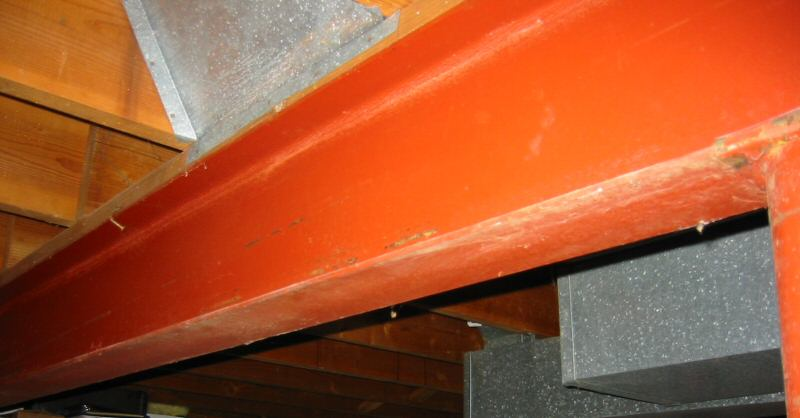
Perfil en doble T utilitzat per aguantar el forjat del primer pis d'una casa

Un perfil en doble T (també anomenat perfil en I o perfil en H) és un perfil format per dues ales i una ànima d'unió entre elles. És un perfil que normalment s'utilitza per bigues que treballen flexió i amb esforços de torsió petits. Existeixen diversos tipus de perfil en doble T normalitzats.

## Tipus
- Un perfil IPN té una secció en forma de doble T. Les cares exteriors de les ales són perpendiculars a l'ànima i les cares interiors presenten una inclinació del 14% respecte de les exteriors, per la qual cosa les ales tenen un gruix decreixent cap a les vores. Les unions entre les cares de l'ànima i les cares interiors de les ales són arrodonides. A més, les ales tenen la vora amb aresta exterior no arrodonida i interior arrodonida.[1]
- Perfil IPE.
- Perfil HE.

## Comportament general
Tots els perfils en doble T presenten un bon comportament davant de la flexió provocada per un moment flector la direcció vectorial del qual sigui perpendicular a l'ànima central. De fet, en aquesta situació els perfils en doble T constitueixen una solució molt econòmica: per aquesta raó els perfils en doble T s'usen per a bigues en flexió recta.
Tanmateix, els perfils doble T no tenen tan bon comportament davant d'un moment flector perpendicular a les ales o en casos de flexió esbiaixada. No obstant això, el principal problema resistent que presenten és la seva escassa resistència enfront de la torsió. En casos de torsió gran és recomanable usar perfils massissos o perfils tancats buits. Un altre fet que s'ha de tenir en compte és que quan un perfil en doble T se sotmet a torsió sofreix enguerximent seccional, per la qual cosa a l'hora de calcular les tensions és important tenir en compte el mòdul d'enguerximent i el bimoment que sofreix el perfil.

## Valors de característiques resistents

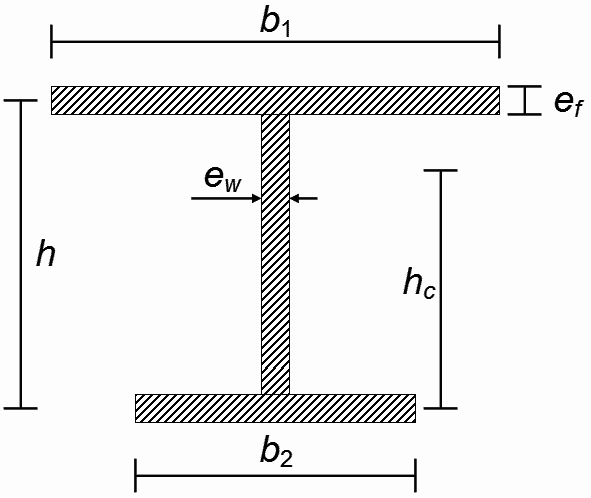
Esquema de les principals dimensions d'un perfil en doble T

Les característiques resistents relacionen els esforços interns sobre una secció amb les tensions existents sobre ella. El càlcul dels perfils adequats requereix conèixer les característiques geomètriques i resistents. Per exemple, en un perfil doble T asimètric el centre de gravetat està més prop de l'ala gran. Si es pren com a referència l'esquema de la dreta, el centre de gravetat i el centre de tallant estan situats a una altura:

{\displaystyle h_{G}={\frac {1}{2}}{\frac {(h^{2}-e_{f}^{2})e_{w}+e_{f}^{2}b_{2}+(2h+e_{f})b_{1}e_{f}}{(b_{1}+b_{2})e_{f}+(h-e_{f})e_{w}}}\qquad h_{C}=h{\frac {b_{1}^{3}}{b_{1}^{3}+b_{2}^{3}}}}

L'àrea i les àrees de tallant estan donades per:

{\displaystyle A=(b_{1}+b_{2})e_{f}+(h-e_{f})e_{w}\qquad A_{Q,y}=e_{w}h\qquad A_{Q,z}={\frac {5}{6}}e_{f}(b_{1}+b_{2})}

Les característiques flexionals rellevants per al càlcul són els moments d'inèrcia (respecte al centre de gravetat i segons eixos principals d'inèrcia) i els moments resistents de flexió, que poden calcular-se sense dificultat a partir del teorema de Steiner.
Les característiques torsionals necessàries per al càlcul són el mòdul de torsió (J), el moment d'enguerximent (Iω) i el moment resistent de torsió:

{\displaystyle J={\frac {(b_{1}+b_{2})e_{f}^{3}+he_{w}^{3}}{3}}\qquad I_{\omega }={\frac {e_{f}h^{2}}{12}}{\frac {b_{1}^{3}b_{2}^{3}}{b_{1}^{3}+b_{2}^{3}}}\qquad W_{T}={\cfrac {J}{\max(e_{f},e_{w})}}}

### Perfil en doble T simètric
Si la secció és simètrica, és a dir, si {\displaystyle b_{1}=b_{2}=b\;} llavors diverses de les fórmules anteriors es simplifiquen notablement:

{\displaystyle {\begin{matrix}h_{G}={\cfrac {h}{2}}&h_{C}={\cfrac {h}{2}}\\A=&A_{Q}=\\I_{z}={\cfrac {1}{4}}\left[{\frac {(h-e_{f})^{3}e_{w}+2e_{f}^{3}b}{3}}+2h^{2}e_{f}b\right]&W_{z}={\cfrac {2I_{z}}{h+2e_{f}}}\\I_{y}=&W_{y}={\cfrac {I_{y}}{b}}\\J={\cfrac {2be_{f}^{3}+he_{w}^{3}}{3}}&W_{T}=\\I_{\omega }={\cfrac {e_{f}h^{2}}{24}}b^{3}&\end{matrix}}}